# Свети Димитър (Пареши)
Вижте пояснителната страница за други значения на Свети Димитър.
„Свети Димитър“ (на македонска литературна норма: „Свети Димитриј“) е православна църква в дебърското село Пареши, Северна Македония, част от Дебърско-Кичевската епархия на Македонската православна църква – Охридска архиепископия.
Църквата е гробищен храм, разположен южно от селото. Основният камък на църквата е поставен на 12 март 1910 година в присъствието на архиерейския наместник в Дебър иконом Търпе Симоновски, иконом Стефан и свещениците Арсо, Блаже и Серафим. Основен ктитор на църквата е Димитър Спасов, който дарява 20 наполеона. В края на XX век църквата е възстановена.